# Roberto Rivelino
Roberto Rivelino, född 1 januari 1946 i São Paulo, är en brasiliansk före detta professionell fotbollsspelare.
Rivelino var en av de största profilerna i det brasilianska landslaget under 1970-talet. Han var en offensiv mittfältare känd för sina stenhårda vänsterskott och för sina dribblingskonster. Många av Rivelinos mål kom till på frisparkar från långt håll. Ett av sina mer minnesvärda mål gjorde han på en frisparkskanon mot Tjeckoslovakien i VM 1970. VM-turneringen i Mexiko 1970 var Rivelinos första av totalt tre. Han spelade då vänsterytter och hade Jairzinho, Tostão och Pelé som kedjekamrater. Rivelino gjorde tre mål under turneringen och bidrog starkt till att Brasilien tog hem sitt tredje VM-guld. Han var även med i VM 1974 och 1978 men fick där nöja sig med en fjärdeplats respektive bronsmedalj.
På klubblagsnivå tillbringade Rivelino större delen av sin karriär i Corinthians. Han spelade även tre säsonger i Fluminense innan han avslutade karriären i Al-Hilal. Rivelino lade skorna på hyllan 1981 och blev sedermera tv-kommentator i Brasilien.